# Jacqueline Queneau
Pour les articles homonymes, voir Queneau.
Jacqueline Queneau, née le 23 avril 1947 à Paris, est une auteure française.

## Biographie
Après des études de gestion et de fiscalité, de sociologie à l'université Paris-VIII, d'histoire de l'art à l'École du Louvre et un cycle d'études et de recherches à l'École des hautes études en sciences sociales (EHESS), Jacqueline Queneau s’est consacrée à l'écriture de nombreux ouvrages, dont le dernier, paru en 2014, s'intitule : Comment recevoir à la française aux Éditions de La Martinière. 
Depuis quelques années Jacqueline Queneau donne régulièrement des conférences sur l'art de recevoir à la française, dernièrement pour le Château de Versailles, à l'étranger comme au Liban à la demande de l'Académie des hautes études diplomatiques ou à Moscou pour la maison Hermès.
En 2015, elle participe à l'émission Secrets d'Histoire consacrée à Louis XIV, intitulée Louis XIV, le roi est mort, vive le roi !, diffusée le 1er septembre 2015 sur France 2.

## Écriture
À la suite de ses engagements culturels au sein du château de Bussy-Rabutin en Bourgogne (Côte d’Or) et de la Société des Amis de Bussy-Rabutin et de la publication pour le Centre des monuments nationaux de La route de Madame de Sévigné, elle publie en 1996 avec Jean-Yves Patte, deux premiers livres : L'art de vivre au temps de Madame de Sévigné, Éditions Nil, et Mémoire gourmande de Madame de Sévigné, Éditions du Chêne.
Toujours avec Jean-Yves Patte, elle publie en 1998 Les promenades de Chateaubriand, photographies de Guy Bouchet et en 1999Les promenades de Frédéric Chopin, photographies de Christine Fleurent aux Éditions du Chêne. Ces livres, tout en retraçant la vie de ces deux personnages, font découvrir tous les lieux où ils ont vécu. Pour Chopin, les deux auteurs vont en Pologne, à Vienne, à Majorque photographier les lieux les plus emblématiques du musicien.
Jacqueline Queneau publie ensuite en 2004,  La cuisine au feu de bois , aux Éditions Aubanel, photographies de Guy Bouchet et stylisme de Caroline Lebeau. Cet ouvrage propose des recettes simples à concocter à l’âtre, et présente des instruments de cuisine anciens des XVIIe, XVIIIe et XIXe siècles, leurs usages, leurs matières…
En 2005, un 7e ouvrage Les Arts de la Table côté Brocante, Éditions Aubanel, présente les différents éléments de la table, leur matière, comment reconnaître la porcelaine de la faïence, le verre du cristal…
En 2006, Jacqueline Queneau participe à un ouvrage «Les Puces de Paris – Saint Ouen, publié par les Éditions du Mécène, avec des photographies de Luc Fournol.
Toujours en 2006, paraît La grande histoire des Arts de la table, Éditions Aubanel, ouvrage qui inventorie du Moyen âge jusqu'aux années 1950, tous les thèmes de la gastronomie, les usages de la table, l'apparition de la fourchette, l'interdiction des couteaux pointus au XVIIe siècle, le Service à la française puis le Service à la Russe, etc. Ce livre, désormais épuisé, a été réédité par les éditions de La Martinière en 2011, sous le nom de L’art de la table, Us et coutume du Moyen Âge à nos jours.
En 2008, Jacqueline Queneau écrit pour Bertrand Raynaud La porcelaine signée Raynaud – Limoges, Éditions de La Martinière. 
Puis, en 2010, elle collabore aux recherches et à l’écriture de Mémoires de Blanc de Marc Porthault, Éditions de Monza.
En 2014, Jacqueline Queneau publie aux Éditions de La Martinière, Comment recevoir à la française, livre de savoir-vivre sur les usages de table. Ce livre a été traduit et publié en Chine en 2019.

### Livres publiés
- L'art de vivre au temps de Madame de Sévigné, Éd. Nil, 1996
- Mémoire gourmande de Madame de Sévigné, Éd. du Chêne, 1996
- Les promenades de Châteaubriand, Éd. du Chêne, 1998
- Les promenades de Chopin, Éd. du Chêne, 1999
- La France au temps des libertins, Éd. du Chêne, 2001
- La cuisine au feu de bois, Éd. Aubanel, 2004
- Les arts de la table côté brocante, Éd. Aubanel, 2005
- Les Puces de Paris – Saint-Ouen, Éd. du Mécène, 2006
- La grande histoire des arts de la table, Éd. Aubanel, 2006 ; réimprimé sous le titre : Les arts de la table, us et coutumes..., Éditions de La Martinière, 2011
- La porcelaine signée Raynaud - Limoges, Éd. de La Martinière, 2008
- Mémoires de Blanc, Éd. Monza, 2010
- Comment recevoir à la française, Éd. de La Martinière, 2014

### Contributions
- Le repas gastronomique des Français, Éditions Gallimard, 2015
- Hôtel de la Marine : recherches et documentations destinées à l'organisation des visites du monument, 2017